# Charterverkehr
Der Charterverkehr (oder Bedarfsverkehr; aus englisch charter ‚Vertrag‘) ist eine Verkehrsart, die Güter oder Passagiere nach Bedarf mit Transportmitteln zu einem bestimmten Zeitpunkt an ein vereinbartes Transportziel bringen soll. Gegensatz ist der Linienverkehr.

## Allgemeines
Als Transportmittel kommen Eisenbahnen, Omnibusse, Seilbahnen, Straßenbahnen oder Taxis (Landverkehr), Containerschiffe, Fähren, Kreuzfahrtschiffe, Schiffe oder Tanker (Binnen- und Seeschifffahrt) und im Luftverkehr Luftfahrzeuge (Flugzeuge, Heißluftballons, Hubschrauber, Luftschiffe) für den Charterverkehr in Betracht. Im Gegensatz zum Linienverkehr gibt es beim Charterverkehr weder einen feststehenden Fahrplan noch festgelegte Routen, beide werden individuell mit dem jeweiligen Auftraggeber nach dessen Bedarf für bestimmte Fahrtziele und/oder Fahrzeiten vereinbart.

## Arten
Der Charterverkehr (englisch non-scheduled traffic) unterteilt sich inhaltlich und nach der Frage, ob er zu Lande, zu Wasser oder in der Luft stattfindet.
Inhalt und Umfang
Bei Vollcharter wird die gesamte Kapazität des Transportmittels, bei Teilcharter (oder Raumcharter) nur ein Teil der Kapazität für den Transport mit Personal gemietet oder gepachtet. Das gilt für sämtliche Transportwege zu Lande, zu Wasser und in der Luft.
Landverkehr
Beim Landverkehr werden die Transportmittel für Linien- und Charterverkehr meist getrennt eingesetzt. Reisebusse können von Reisegruppen für die Dauer der Reise oder Ausflugsfahrt gemietet werden, wobei ein festgelegter pauschaler Fahrpreis zu leisten ist. Vorteil ist, dass sich mit der Anzahl der mitreisenden Personen der Fahrpreis verringern kann, was auf das Gesetz der Massenproduktion zurückzuführen ist. Das ist beim Massentourismus zu erkennen, der Pauschalreisen verbilligt hat. Für Gruppenreisen mit der Bahn (Eisenbahn, Straßenbahn) sind nach vorheriger Bestellung separate Züge (Kegelausflüge) oder auch Zusatzwaggons an Linienzügen möglich (Betriebsausflüge). Auch hier gilt ein Pauschalbetrag, gegebenenfalls einschließlich Abholung am Zielort. Dies ist vor allem auf stark frequentierten Strecken oder Nebenstrecken mit vermindertem Angebot sinnvoll.
Schifffahrt
Die Schifffahrt unterscheidet die eigentliche Schiffscharter mit Schiffsbesatzung und ohne (Bareboat-Charter). Die Trampschifffahrt ist dadurch gekennzeichnet, dass sie weder einen festen Fahrplan noch feste Routen besitzt.
- Binnenschifffahrt

Ausflugsdampfer, aber auch kleinere Schiffe wie Hausboote oder Yachten, können individuell auf Zeit gechartert werden. Dabei stehen Skipper und Wasserfahrzeug ständig zur Verfügung und können individuelle Ortsveränderungen vornehmen. Dies ist beim Linienverkehr nicht möglich.
- Seeschifffahrt

Außer Fähren sind fast alle motorisierten Fahrgastschiffe gechartert, also auf Zeit gemietet. Kreuzfahrten sind reiner Schiffscharter. Landausflüge für die Passagiere sind bei diesen organisiert und gegen Entgelt möglich. An Bord der Kreuzfahrtschiffe steht rund um die Uhr ein Programm zur Verfügung, welches meist Animation und Wellness beinhaltet. Zum Ausgangs- und Zielort der Reise werden Passagiere meistens in Charterflügen befördert, um eine stressfreie An- und Abreise mit Bustransfer sicherzustellen.
Luftfahrt
In der Luftfahrt umfasst der „Nicht-Linienverkehr“ den
- Charterflugverkehr, bestehend aus dem Pauschalflugreiseverkehr sowie dem Tramp- und Anforderungsverkehr;
- Lufttaxiverkehr;
- sonstiger Verkehr wie Reklameflüge, Rundflüge oder Agrarflüge.

Im Charterverkehr vermieten die Fluggesellschaften größere Sitzplatzkontingente auch bei Linienflügen meist an Reiseveranstalter, die den Flug mit Hotel und anderen Reiseleistungen zu einer Pauschalreise bündeln können. Billigfluggesellschaften sind typischer Charterverkehr.

## Rechtsfragen
Rechtsgrundlage des Charterverkehrs ist ein Chartervertrag, der zwischen dem Verfrachter und dem Befrachter geschlossen wird. Der Verfrachter ist Eigentümer des Transportmittels oder berechtigt, für dessen Eigentümer (beispielsweise Reederei) zu handeln. Das Handelsgesetzbuch (HGB) erwähnt im Seehandelsrecht in § 557 HGB lediglich den Zeitcharter, der den „Zeitvercharterer“ verpflichtet, dem „Zeitcharterer“ zu dessen Verwendung ein bestimmtes Seeschiff mit Schiffsbesatzung auf Zeit zu überlassen und mit diesem Schiff Güter oder Personen zu befördern oder andere vereinbarte Leistungen zu erbringen.
Ansonsten erwähnen Gesetze den Charter oder Charterverkehr nicht. Das Personenbeförderungsgesetz (PBefG) spricht vielmehr in § 46 PBefG von verschiedenen Fahrtzwecken mit Kraftfahrzeugen, die nicht Linienverkehr darstellen, vom Gelegenheitsverkehr.
Deshalb gibt es den Chartervertrag als Vertragstyp nur im Gelegenheitsverkehr und bei Seeschiffen, so dass bei allen übrigen Transportmitteln Miet- oder Pachtrecht gilt.

## Wirtschaftliche Aspekte
Der Eigentümer der Transportmittel kann beim Charterverkehr im Voraus den Auslastungsgrad seiner Transportmittel genau anhand der Nachfrage auf dem Verkehrsmarkt kalkulieren, wobei er No-shows zu berücksichtigen hat. Bei Passagieren ergibt sich hieraus die Sitzauslastung, bei Gütern entsprechend die Frachtauslastung. Der Charterverkehr findet häufig nach seinen Allgemeinen Geschäftsbedingungen nur statt, wenn eine bestimmte Mindestauslastung (Mindestteilnehmerzahl bei einer Reise, Mindestladetonnenkilometer bei Güterbeförderung) erreicht wird. In § 651h Abs. 4 BGB wird dem Reiseveranstalter hierfür bei Pauschalreisen im Falle des Unterschreitens der Mindestteilnehmerzahl ein Rücktrittsrecht eingeräumt. Bei Erreichen dieser Mindestzahl erwirtschaftet der Eigentümer der Transportmittel einen Gewinn, so dass diese Mindestauslastung über der Gewinnschwelle liegt. Deshalb ist der Charterverkehr meist wirtschaftlicher als der Linienverkehr, der selbst dann stattfindet, wenn keine Passagiere oder Fracht an Bord sind (Leerkapazität mit Leerkosten).
Charterverkehr kommt bei allen Fahrtzwecken vor, sei es im Berufsverkehr, Freizeitverkehr, bei Schulfahrten oder im Urlaubsverkehr.

## Abgrenzung
In der wissenschaftlichen Literatur werden die Begriffe Charterverkehr, Bedarfsverkehr, Gelegenheitsverkehr, Orderverkehr oder Anforderungsverkehr oft synonym verwendet. Der Gelegenheitsverkehr ist jedoch nach dem PBefG ausschließlich auf den Bedarfsverkehr mit Kraftfahrzeugen beschränkt, während sich der Charterverkehr auf alle Transportmittel erstreckt.